# Norges Musikhögskola

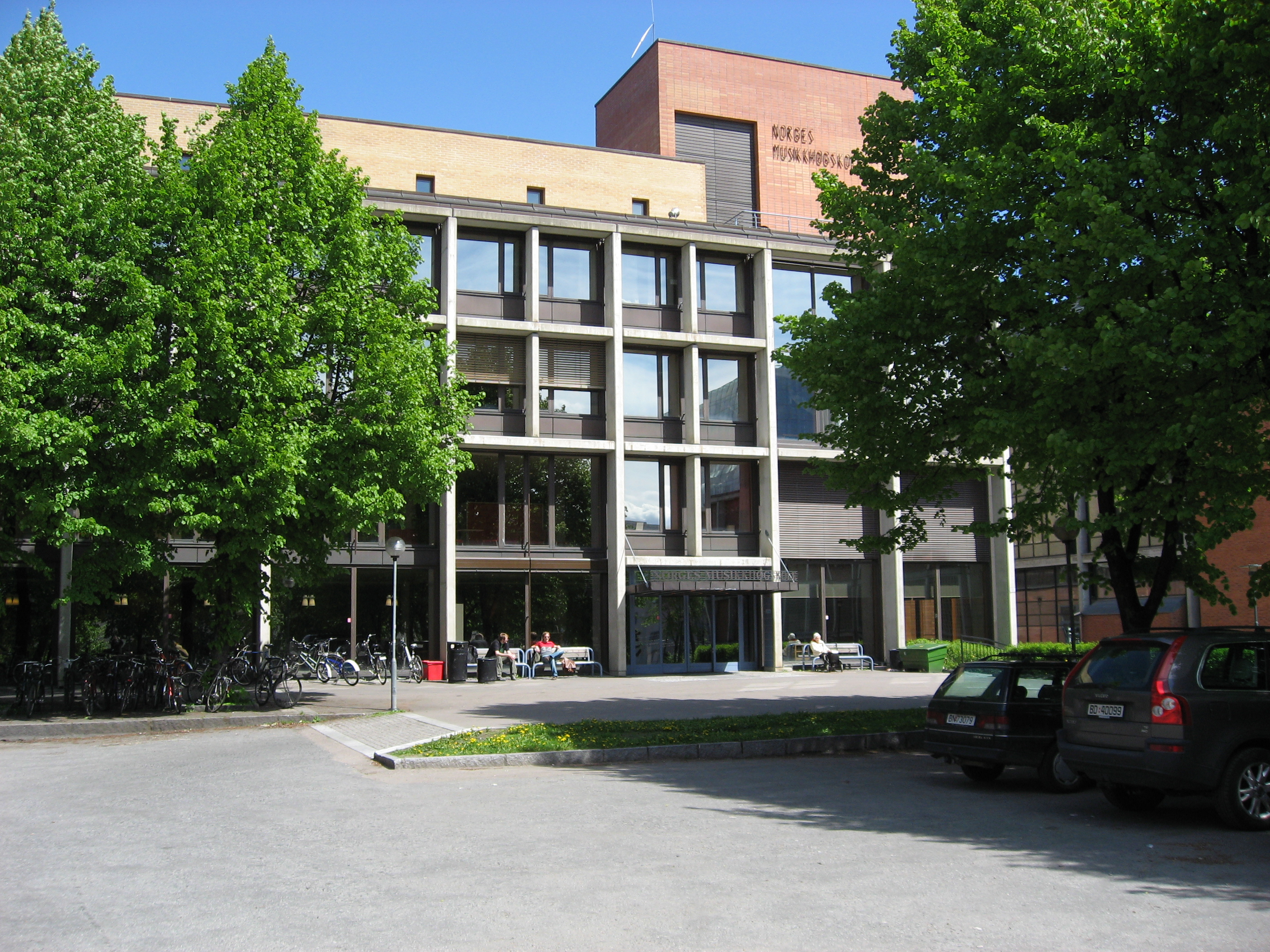
Norges Musikhögskola

Norges Musikhögskola (norska: Norges Musikkhøgskole) belägen på Majorstuen i Oslo är en högskola och Norges främsta institution för högre musikutbildning.
Skolan har linjer för klassisk musik (musiker- och pedagogutbildning), dirigering, kyrkomusik, jazz, musikterapi och komposition. Man kan avlägga bachelor- och magisterexamen inom alla dessa inriktningar, samt diplomexamen i klassiskt utövande och komposition. Dessutom bedrivs forskning och utvecklingsarbete inom musikämnet.